# Cinnamomum bishnupadae
Cinnamomum bishnupadae är en lagerväxtart som beskrevs av Mohan Gangopadhyay. Cinnamomum bishnupadae ingår i släktet Cinnamomum och familjen lagerväxter. Inga underarter finns listade i Catalogue of Life.